# Nebrioporus
Nebrioporus är ett släkte av skalbaggar som beskrevs av Régimbart 1906. Nebrioporus ingår i familjen dykare.

## Bildgalleri

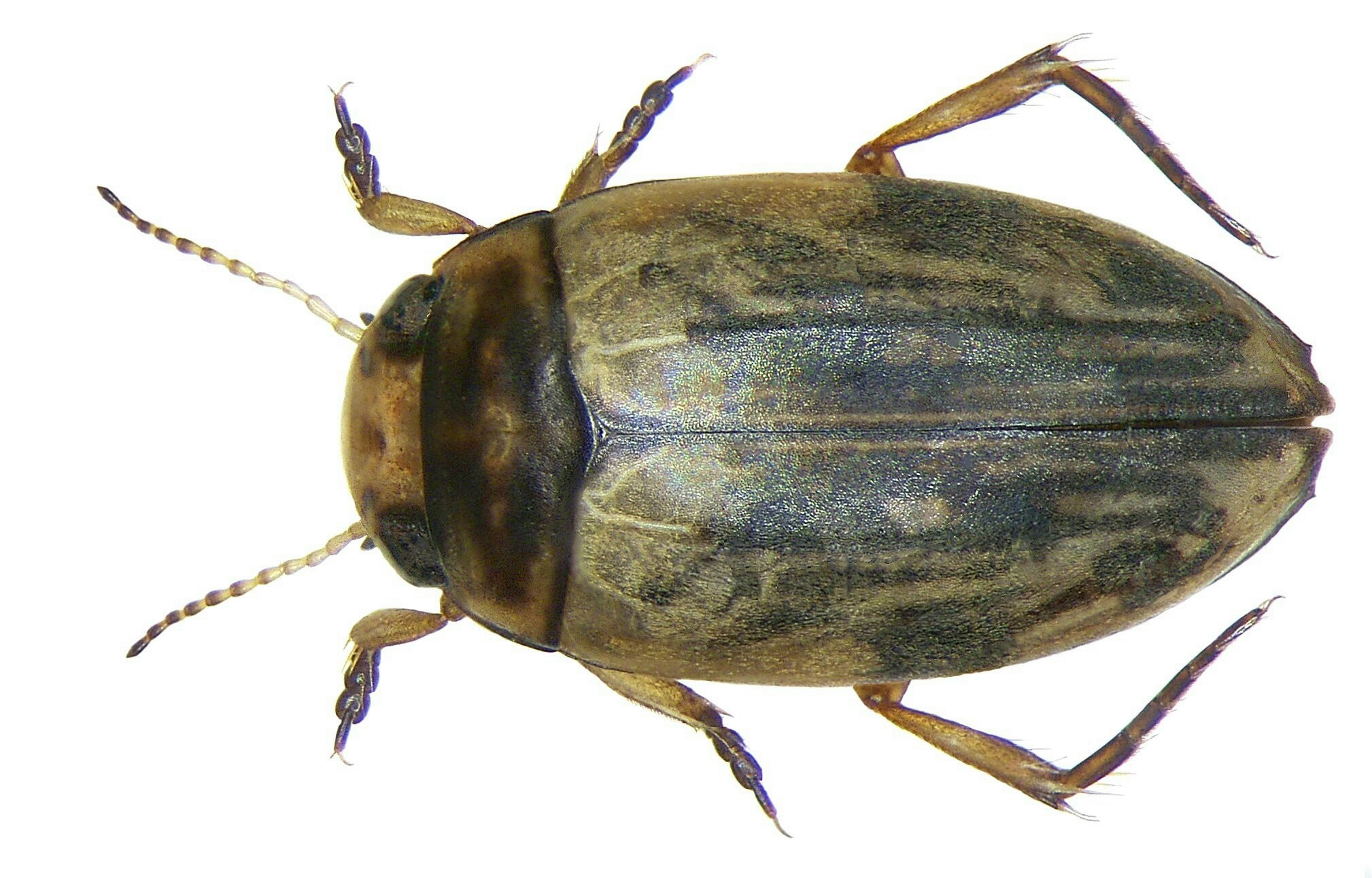

## Dottertaxa tillNebrioporus, i alfabetisk ordning[1][2]
- Nebrioporus abyssinicus
- Nebrioporus acuminatellus
- Nebrioporus airumlus
- Nebrioporus amicorum
- Nebrioporus anchoralis
- Nebrioporus assimilis
- Nebrioporus baeticus
- Nebrioporus balli
- Nebrioporus banajai
- Nebrioporus brownei
- Nebrioporus bucheti
- Nebrioporus canaliculatus
- Nebrioporus canariensis
- Nebrioporus capensis
- Nebrioporus carinatus
- Nebrioporus ceresyi
- Nebrioporus clarkii
- Nebrioporus cooperi
- Nebrioporus croceus
- Nebrioporus crotchi
- Nebrioporus depressus
- Nebrioporus dubius
- Nebrioporus elegans
- Nebrioporus fabressei
- Nebrioporus fenestratus
- Nebrioporus formaster
- Nebrioporus hostilis
- Nebrioporus indicus
- Nebrioporus insignis
- Nebrioporus kiliani
- Nebrioporus kilimandjarensis
- Nebrioporus laeviventris
- Nebrioporus lanceolatus
- Nebrioporus laticollis
- Nebrioporus luctuosus
- Nebrioporus lynesi
- Nebrioporus macronychus
- Nebrioporus martinii
- Nebrioporus mascatensis
- Nebrioporus melanogrammus
- Nebrioporus millingeni
- Nebrioporus nemethi
- Nebrioporus nipponicus
- Nebrioporus ressli
- Nebrioporus rotundatus
- Nebrioporus sagartus
- Nebrioporus sansii
- Nebrioporus schoedli
- Nebrioporus scotti
- Nebrioporus seriatus
- Nebrioporus sichuanensis
- Nebrioporus simplicipes
- Nebrioporus solivagus
- Nebrioporus stearinus
- Nebrioporus steppensis
- Nebrioporus tellinii
- Nebrioporus vagrans